# Bertrand Cothonay
Le Père Marie Bertrand Cothonay, né Jean-Charles Cothonay (Saint-Avit, Drôme, 27 décembre 1854-Lang-Son, Tonkin, 25 mai 1926) est un missionnaire français appartenant à l'ordre des Dominicains.

## Biographie
Dominicain, il est ordonné prêtre en 1880 et part en 1882 comme missionnaire à l'île de Trinidad. Devenu supérieur de la mission, il explore toute l'île et, en 1892, est envoyé au Venezuela pour y visiter les communautés religieuses. 
Parti de Port of Spain, le chemin de fer de La Guaira le mène à Caracas. Il fait l'ascension du Mont Ávila puis visite Valencia. 
Aumônier militaire à Fou Tchéou en Chine dès 1898, il devient préfet apostolique de la mission de Lang Son et Cao Bang en 1914.

## Œuvres
- Un mois dans l'île Saint-Vincent, archidiocèse de Port-d'Espagne (Antilles anglaises), 1888
- Trinidad, journal d'un missionnaire dominicain, 1893
- Six semaines au Venezuela, journal de voyage, 1894
- Deux ans en Chine, 1902
- Souvenir de Do-Son, 1903[1]
- Lives of four martyrs of Tonkin, 1911[2]